# Ибрагими, Анушираван Гани оглы
Анушираван Ибрагими (азерб. Ənuşirəvan İbrahimi; 12 мая 1926, Астара, Гилян — 13 сентября 1987, Тегеран) — политик, жертва репрессий. Участник движения «21 Азер», член Центрального Комитета Азербайджанской Демократической Партии, член Центрального Комитета партии Туде.
В 1982 году был арестован за свою политическую деятельность, а в 1987 году казнён в тюрьме «Эвин» в Тегеране.
Являлся братом Фирудина Ибрагими — генерального прокурора Азербайджанского Национального Правительства.

## Биография

### Первые годы
Анушираван Гани оглу Ибрагими родился 12 мая 1926 года в Астаре. Несмотря на то, что начальное образование он начал получать в Астаре, из-за ссылки отца в Нехавенд продолжил учёбу там. В 1943 году он стал членом молодёжной организации партии Туде. После победы движения «21 Азер» в Азербайджане было создано Национальное правительство Азербайджана. После этого Анушираван Ибрагими приехал в Тебриз и начал учиться в созданной там Полицейской Академии.
5 декабря 1946 года войска шаха, наступавшие в направлении Мияны, были остановлены отрядами добровольцев. Позже люди из разных регионов Азербайджана обратились к Национальному правительству с просьбой вооружиться и бороться против шахской армии. После этого был создан Комитет обороны под руководством Пишавари. Первым актом комитета было объявление военного положения в Тебризе и создание добровольческих отрядов. Ануширеван Ибрагими вместе со своим братом Фирудином Ибрагими принимал участие в организации этих добровольческих отрядов. На первом этапе в добровольческие отряды вступило 600 человек.
11 декабря 1946 года Азербайджанский Провинциальный Совет принял решение о том, чтобы предотвратить кровопролитие, и указал Кызылбашской Народной Армии и федаев не оказывать сопротивления войскам шаха и покинуть поле боя. С того дня, банды феодалов, а также жандармы в гражданской одежде начали совершать массовые убийства в крупных городах, еще до того, как туда вошла иранская армия. Эти группы назывались Тегеранским радио «иранскими патриотами». Их основной целью было уничтожение демократов и обеспечение входа шахских войск в города. Тебриз и другие города Азербайджана подверглись грабежам и массовым убийствам. Азербайджанское Демократическая Республика пало. Тысячи людей были арестованы. В ходе массовых убийств были убиты члены АДФ, федаины, а также известные поэты Али Фитрат, Сади Юзбанди и Мухаммедбагир Никнам. 14 декабря 1946 года поддерживаемая США и Великобританией иранская армия вошла в Тебриз. После этого резня и грабежи продолжались.

### Последующие годы
По поручению своего брата Фирудина Ибрагими, Анушираван Ибрагими перевёз свою семью в Советский Азербайджан, однако ему самому не разрешили вернуться обратно. По прибытии в Баку он поступил в Бакинский государственный университет, где получил образование по специальности история. В Москве защитил диссертацию на тему «Борьба Народной партии Ирана против реакции в 1944–1946 годах (на примере деятельности НПИ в парламенте и составе правительства)» и получил учёную степень. В 1947 году в Баку был восстановлен Центральный Комитет Азербайджанской Демократической Партии. Анушираван Ибрагими также активно участвовал в работе партии и был избран в её центральный комитет. Он неоднократно принимал участие в международных конференциях и семинарах молодых демократов мира от имени молодёжной организации АДП.
После государственного переворота, произошедшего в Иране 28 августа 1953 года, лидеры и члены Партии Туде́ подверглись жёстким преследованиям со стороны сил безопасности режима и были вынуждены эмигрировать за границу. 1–2 августа 1960 года с участием членов ЦК АДП и НПИ состоялась «Конференция единства», на которой было принято решение сохранить название и Центральный Комитет АДП, утвердив её в качестве Азербайджанского областного комитета НПИ. Согласно решению конференции, занимавшийся политической деятельностью в Восточной Германии Амирали Лахруди вернулся в Азербайджан, а его место в Берлине занял Анушираван Ибрагими. До исламской революции 1978–1979 годов он был членом Исполнительного комитета НПИ и руководил деятельностью организаций партии в ряде стран, таких как Турция, Индия и другие, соседствующие с Ираном.
После свержения шахского режима в результате Исламской революции в Иране Анушираван Ибрагими приехал в Иран из Восточной Германии. Городские, провинциальные и областные организации НПИ возобновили свою деятельность по всей стране. Анушираван Ибрагими также начал работать в Тебризе в качестве секретаря Азербайджанской областной организации НПИ — Демократической партии Азербайджана. В этот период возобновила свою деятельность газета «Азербайджан», официальный печатный орган партии. Начали издаваться журналы «Йолдаш» и «Деде Горгуд». Было создано «Азербайджанское общество поэтов и писателей», насчитывающее более 300 членов.
В 1981 году на 17-м пленуме партии Туде, состоявшемся в Тегеране, были избраны девять членов Центрального Комитета партии. Одним из них был Анушираван Ибрагими. В начале 1982 года более 3 000 членов партии, а также находившиеся в Тегеране Анушираван Ибрагими и другие члены Центрального комитета были арестованы. Анушираван Ибрагими был казнён 13 сентября 1987 года в тегеранской тюрьме «Эвин». Он был похоронен вместе с другими казнёнными левыми активистами на кладбище Мисгарабад, расположенном в восточной части Тегерана.

## Семья
Отец Ануширавана Ибрагими — Гани Ибрагими — женился на Фатиме Ширвани. От этого брака у них родилось три дочери и двое сыновей. Гани Ибрагими занимался политической деятельностью. В 1918 году он основал Астаринское отделение Партии "Адалят". В июле 1920 года, после участия в первом конгрессе Партии "Адалят" в городе Энзели, он основал Астаринское отделение Коммунистической партии Ирана. За свою политическую деятельность он постоянно подвергался преследованиям. В 1931 году он был арестован. Во время заключения в Ардебиле он подвергался пыткам. Чтобы не выдать тайну, попытался покончить с собой, поджег себя, но его удалось спасти. Позже его перевели в Тебриз.  После некоторого времени, проведённого в тюрьме Тебриза, он был переведён в тегеранскую тюрьму Каср-и-Каджар. Два года спустя он был сослан в город Нехавенд из-за болезни. Несмотря на ссылку, он продолжал свою деятельность. После основания партии Туде в 1941 году он создал отделение партии в Нехавенде. В декабре 1946 года снова был арестован. В тюрьме подвергался тяжёлым пыткам. После освобождения в декабре 1958 года был отравлен и убит.
Его брат Фирудин Ибрагими был журналистом и юристом. Он был членом Центрального Комитета Демократической партии и Генеральным прокурором Национального Правительства Азербайджана. Он написал книги «О древней истории Азербайджана» и «Во имя мира». После входа шахских войск в Тебриз он не покинул город. Вместе с четырьмя фидаинами он построил оборонительный рубеж в здании Центрального Комитета Демократической партии Азербайджана и в течение нескольких дней сражался против шахских войск и мародёров. 15 декабря 1946 года они были арестованы после того, как у них закончились боеприпасы. 22 мая 1947 года Фирудин Ибрагими был повешен в саду Гюлистан в Тебризе.
Анушираван Ибрагими женился в Баку на Рафиге-ханум Ахундовой. От этого брака у них родились три сына — Фирудин, Фуад и Ферамерз.